# Moku o Loʻe
La isla Coconut (en hawaiano: Moku o Loʻe; en inglés: Coconut Island) es una isla de 28 acres (113.000 m²) en la bahía de Kane'ohe en la isla de Oahu, en el estado de Hawái, EE. UU.. Es un centro de investigación marina del Instituto de Biología Marina de Hawái (HIMB) de la Universidad de Hawái.  
Entre 1934 y 1936, Chris Holmes II, heredero de la fortuna de los Fleischmann, duplicó su superficie de 12 acres originales (49.000 m²) con escombros de coral, arena y relleno de tierra. Estableció una residencia con acuarios, jaulas y las pajareras de sus muchas mascotas. La isla se convirtió en una estación de descanso y relajación para los aviadores de la Marina de Estados Unidos durante la Segunda Guerra Mundial.